# Європа (будівля)
50°50′33″ пн. ш. 4°22′51″ сх. д. / 50.8425° пн. ш. 4.3808333333333° сх. д.
Будівля «Європа» є резиденцією Європейської Ради та Ради Європейського Союзу, розташована на вулиці Рю-де-ла-Луа/Ветстраат в Європейському кварталі, Брюссель, Бельгія. Його визначальною особливістю є багатоповерхова конструкція у формі ліхтаря, що вміщує основні конференц-зали; представлення яких було прийнято як Європейською Радою, так і Радою ЄС як їх офіційні емблеми.
Будівля «Європа» розташована на колишньому місці частково знесеного та відремонтованого блоку «А» Палацу-резиденції — комплексу розкішних житлових будинків. Його зовнішній вигляд поєднує внесений до архітектури фасад оригінальної будівлі 1920-х років у стилі ар-деко із сучасним дизайном архітектора Філіпа Саміна. Будівля з’єднана двома skyways та службовим тунелем із сусідньою будівлею Justus Lipsius, що передбачає додаткові офісні приміщення, конференц-зали та приміщення для преси.

## Історія

### Будівництво та колишнє використання: Резиденційний палац
Після закінчення Першої світової війни валлонський бізнесмен Люсьєн Кайзен у співпраці зі швейцарським архітектором Michel Polak, висунув плани комплексу розкішних житлових будинків для буржуазії та аристократії; Палац-резиденцію, який буде розташований на краю брюссельського кварталу Леопольда. Складаючись з п’яти «Блоків» (A–E), він мав бути «маленьким містечком у місті», надавати своїм жителям доступ до таких об’єктів як театральна зала, басейн, комерційні послуги, як от ресторани та перукарні. Резиденційний палац мав на меті подолати подвійну нестачу належного майна та домашньої прислуги для вищих класів після руйнувань, завданих під час війни. Перший камінь будівлі в стилі ар-деко було закладено 30 травня 1923 року, а перші мешканці переїхали в 1927 році.
Однак розробка мала лише короткий комерційний успіх. У 1940 році орендарі були змушені піти, оскільки будівлю було реквізовано як штаб окупаційної німецької армії під час Другої світової війни. У вересні 1944 року, після визволення Брюсселя, будівлю переобладнали як штаб-квартиру Верховного штабу союзних експедиційних сил (SHAEF) і Других тактичних військово-повітряних сил RAF. Після війни, в 1947 році, бельгійський уряд купив комплекс і використовував блок А (північно-східна L-подібна будівля) для адміністративних офісів. Наприкінці 1960-х років, в рамках робіт з модернізації території під час будівництва підземної залізничної лінії під Rue de la Loi/Wetstraat, під керівництвом Мішеля був побудований новий алюмінієвий фасад, який закриває L-подібну форму.

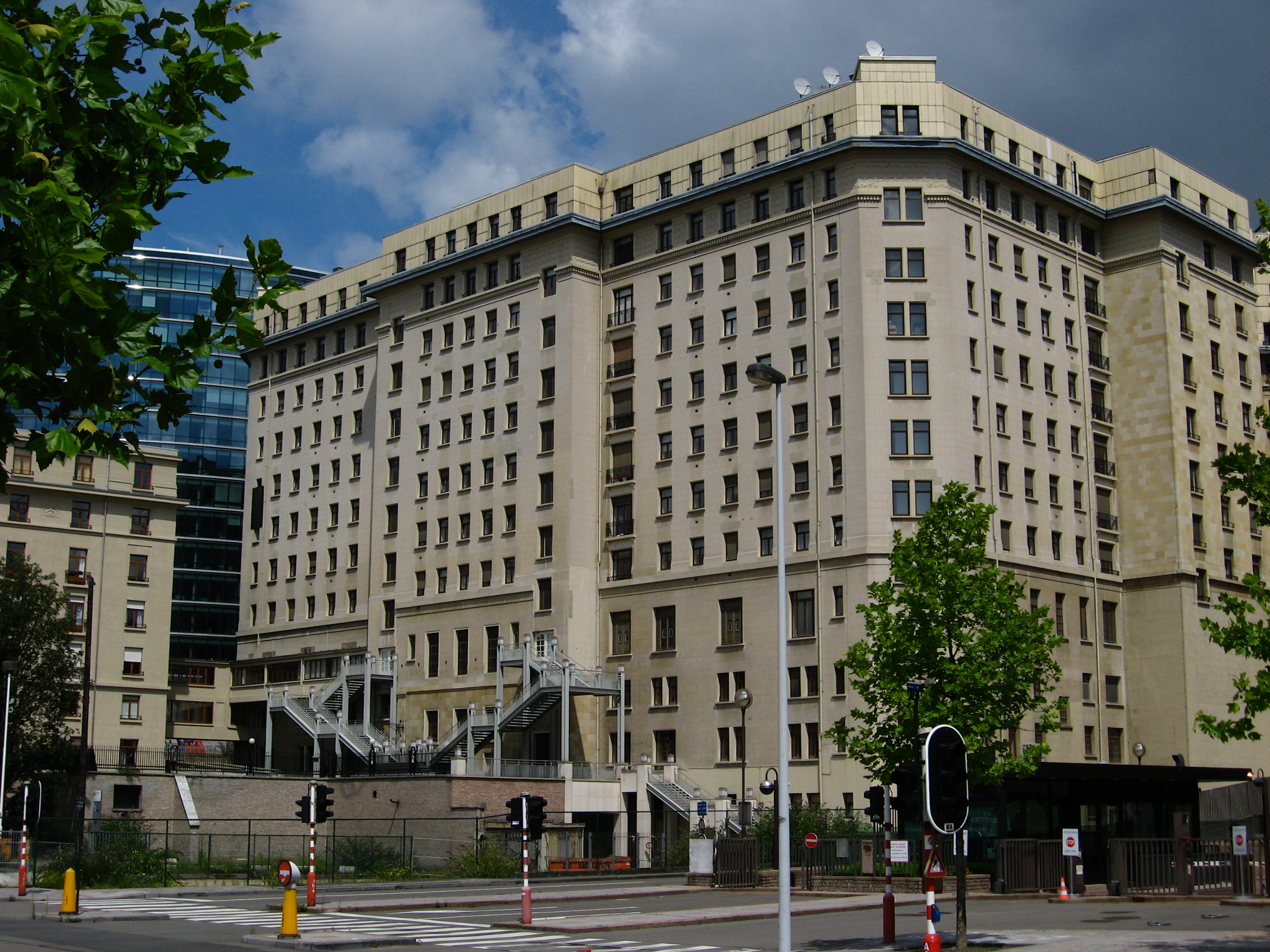
Палац-резиденція (Полак і Петерс, 1922–1927)
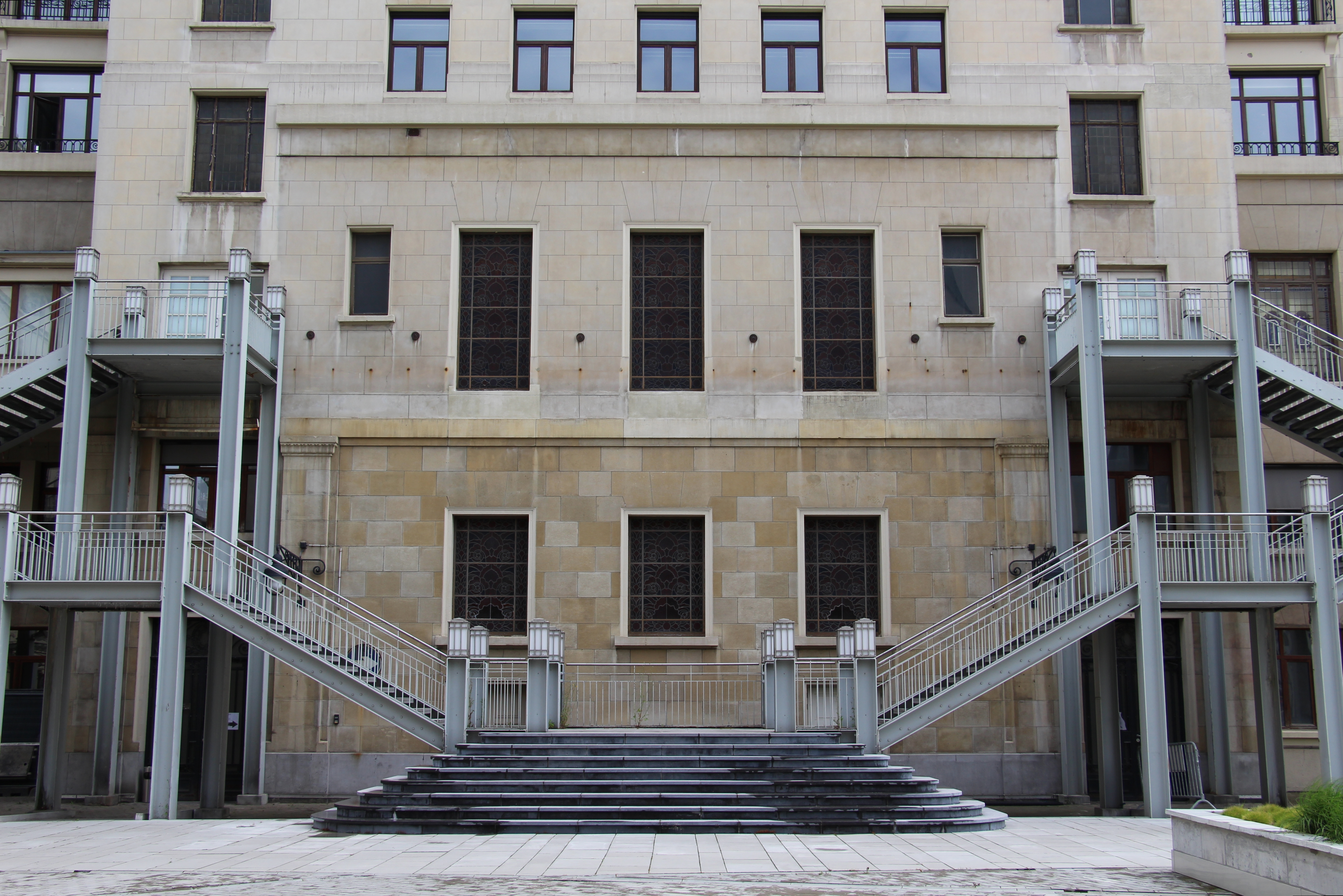
Сходи Палацу-резиденції
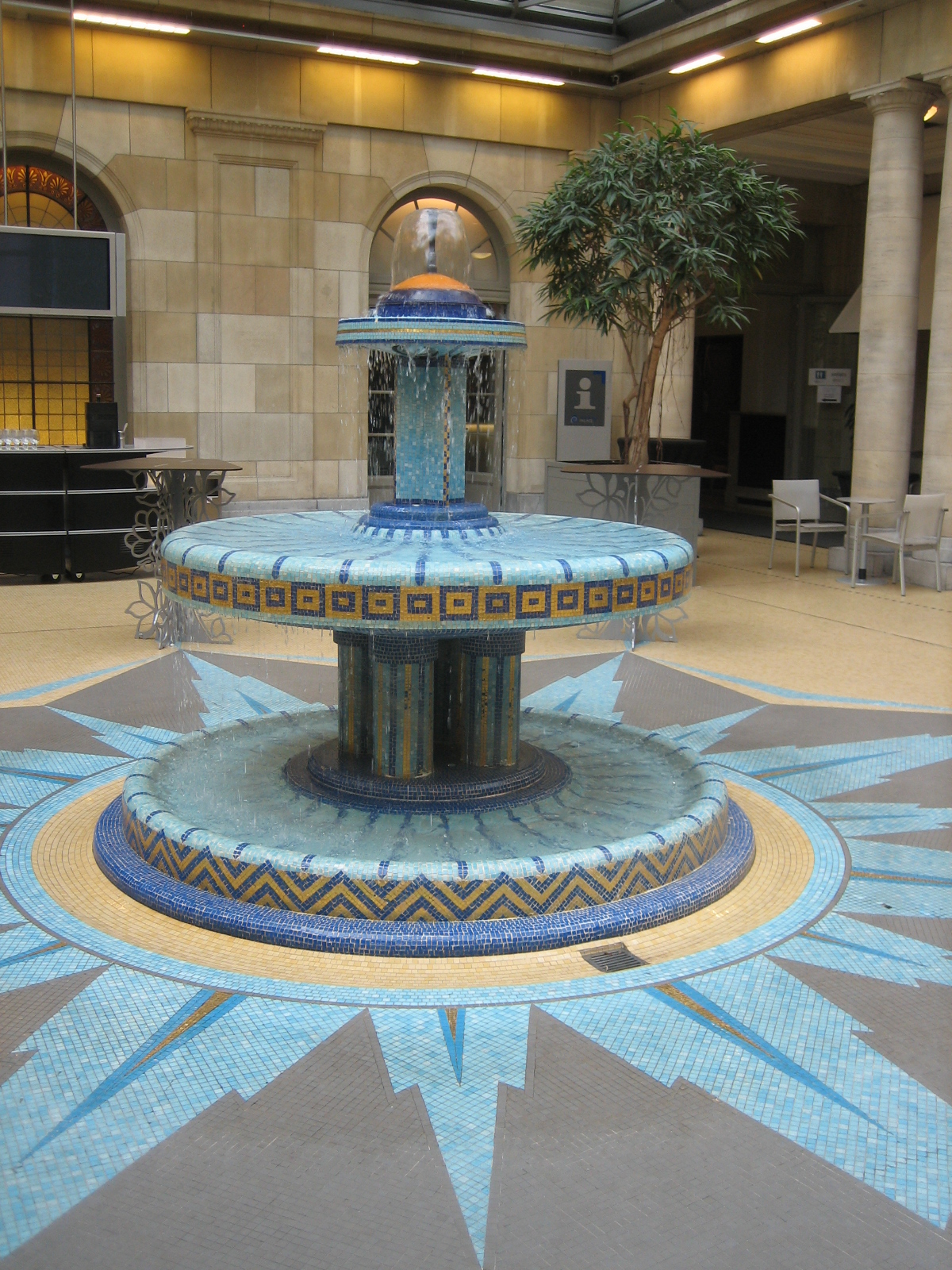
Фонтан Палацу-резиденції

### Розвиток Європейського кварталу

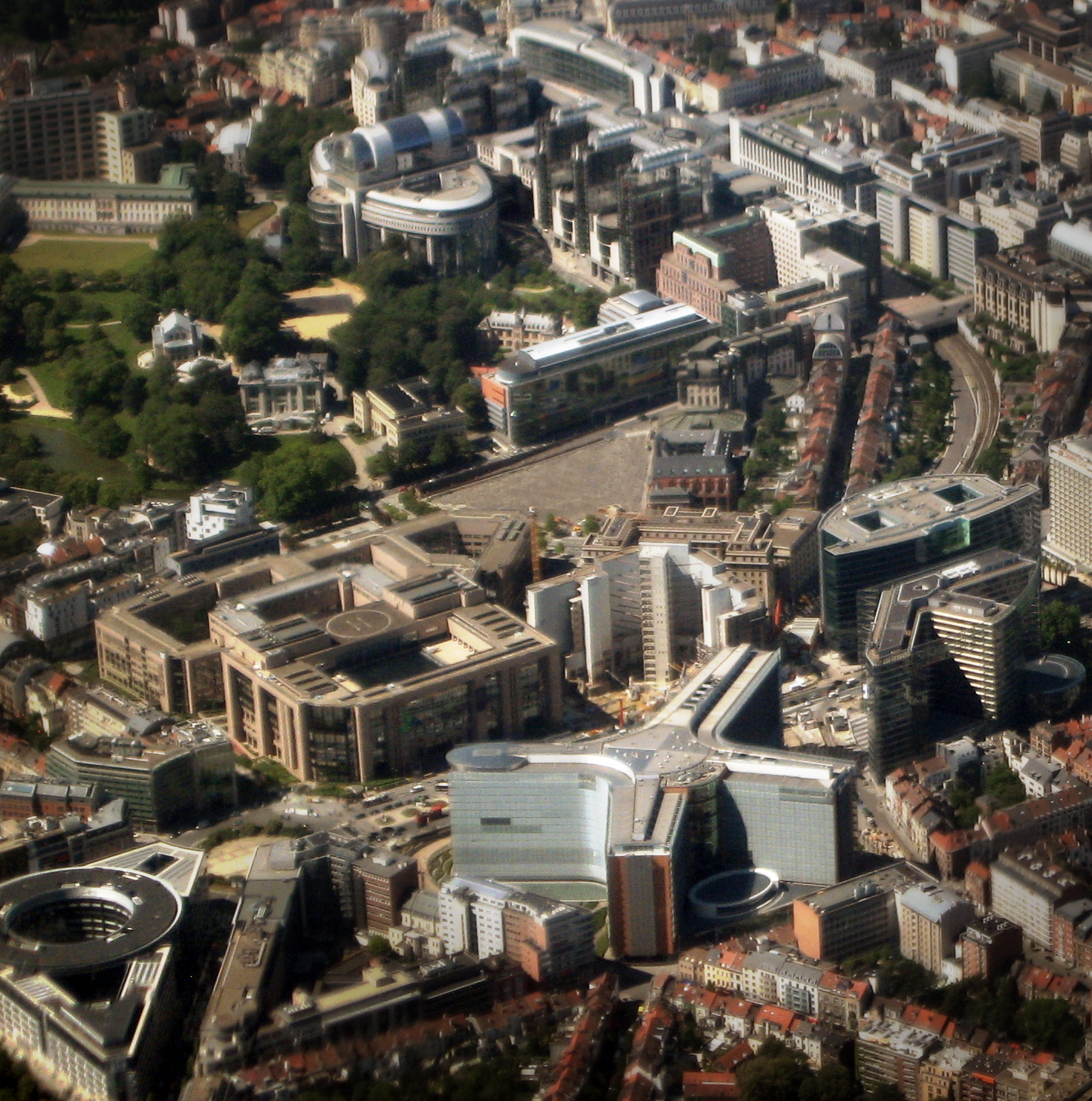
Вид на Європейський квартал

З розбудовою Європейського кварталу в Брюсселі, містобудівники намагалися знайти відповідні офісні приміщення для розміщення зростаючого персоналу та потреб установ Європейського Союзу (ЄС), розташованих у безпосередній близькості від Палацу-резиденції. У 1988 році східна частина Палацу-резиденції (блоки D і E) була знесена, щоб звільнити місце для будівництва будівлі Юстуса Ліпсіуса як резиденції Ради Європейського Союзу.
У 2002 році Європейська Рада, організація, що збирає разом глав держав / урядів ЄС, також почала використовувати будівлю Юстуса Ліпсіуса як місце проведення Брюсселя. Це сталося після просунутого виконання рішення європейських лідерів під час ратифікації Ніццкого договору зробити це в той час, коли загальна кількість членів ЄС перевищила 18 держав-членів. До цього саміти Європейської Ради були в країні-члені, яка головувала в Раді Європейського Союзу. Зростаюча присутність міжнародних ЗМІ в цьому регіоні привела до того, що бельгійський уряд зробив блоки C і B як місце для свого нового Міжнародного прес-центру.
Однак у 2004 році лідери вирішили, що матеріально-технічні проблеми, створені застарілими об’єктами, вимагали будівництва нового спеціально побудованого місця, здатного впоратися з майже 6000 зустрічей, робочих груп і самітів на рік. І це незважаючи на низку ремонтних робіт у будівлі Юстуса Ліпсіуса, включаючи переобладнання підземної автостоянки на додаткові кімнати для переговорів. Уряд Бельгії запропонував як рішення перетворити блок А Палацу-резиденції на нове постійне місце для обох інституцій ЄС. Згідно з угодою, ділянка була передана від уряду Бельгії до Секретаріату Ради за символічну ціну в 1 євро, при цьому Рада взяла на себе витрати на наступний проєкт будівництва.

### Перетворення Блоку А на будівлю Європа

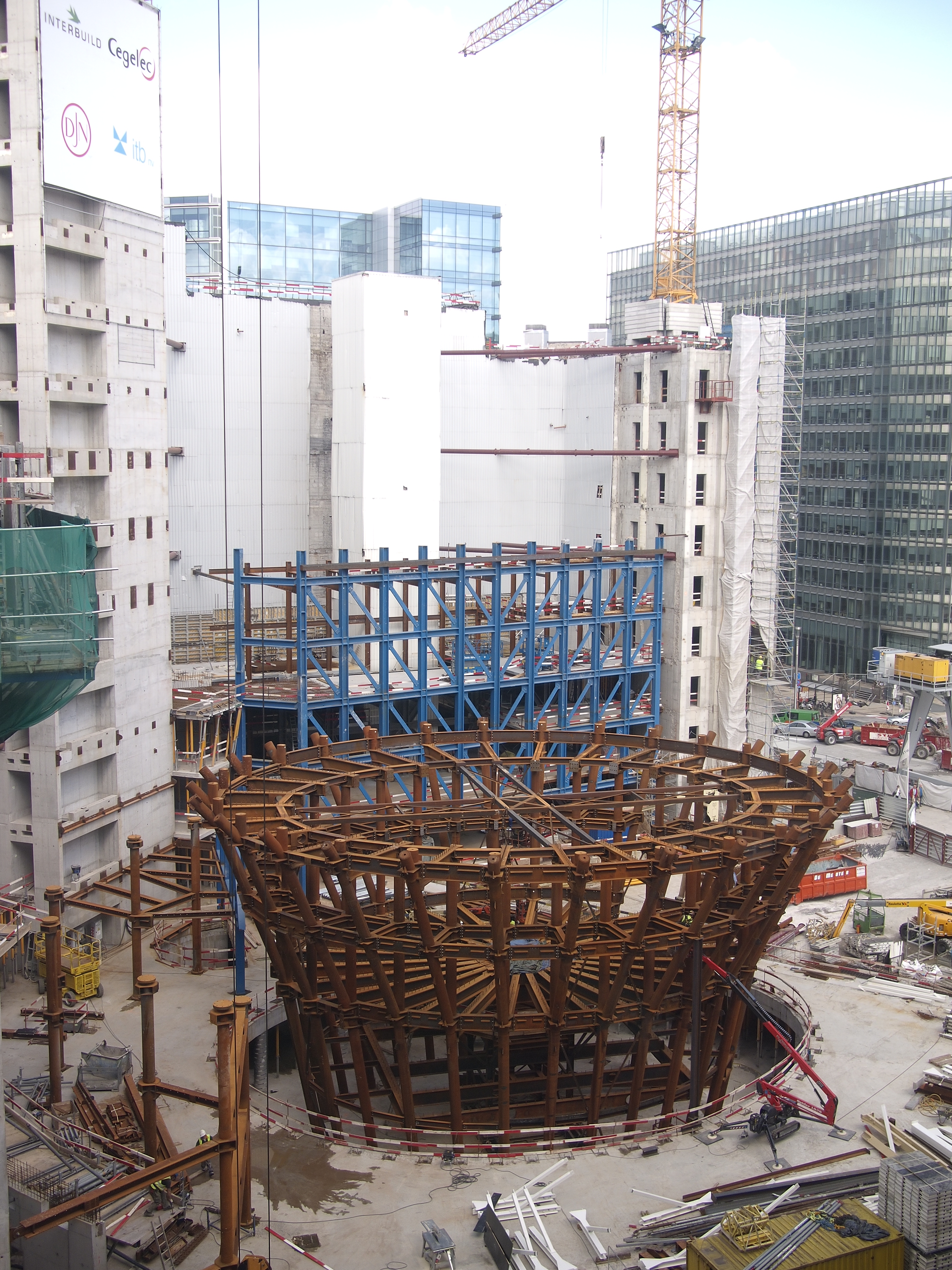
Будівництво будівлі «Європа» в 2012 році

Було відкрито загальноєвропейський конкурс на перепланування блоку А Палацу-резиденції відповідно до потреб установ. Оскільки оригінальні фасади будівлі в стилі ар-деко внесені до реєстру пам’яток історії в правилах конкурсу було зазначено необхідність їх збереження. У 2005 році було оголошено, що команді архітектора Філіпа Саміна та партнерів (архітектори та інженери), керівника та партнера по дизайну, у співпраці зі Studio Valle Progettazioni (архітектори) та Buro Happold (інженери) вдалося подати проєкт-переможець.
Проєкт того, що пізніше було названо будівлею «Європа», передбачало знесення прибудови 1960-х років і будівництво великого атріуму у формі скляного куба, що з’єднує два відремонтовані крила оригінальної L-подібної будівлі 1920-х років. Всередині атріуму планувалося побудувати структуру у формі ліхтаря, в якій розташовуватимуться основні зали засідань, де збиратимуться делегації ЄС у Європейській раді та Раді ЄС. Через бажання лідерів ЄС мати екологічно чисту будівлю проєкт був адаптований для використання сонячних батарей на даху та переробки дощової води.
Роботи з будівництва «Європи» розпочалися 2007 року, спочатку будівлю планувалося закінчити та відкрити до 2012 року. Однак через невдачі та зміни в дизайні після еволюції потреб Європейської Ради як інституції під час реформ Лісабонської угоди будівлю було завершено в грудні 2016 року.

## Особливості
Визначальною характеристикою будівлі «Європа» є використання яскравих кольорових композицій, розроблених художником Жоржем Мераном. Головний архітектор Філіп Самін хотів порушити візуальну «однорідність» інших будівель ЄС, вважаючи, що ЄС «недобре обслуговується його блакитним прапором з його 12 зірками». Крім того, він вважав, що це «занадто м'який образ численних інституційних, соціальних, культурних констелляцій, які структурують європейське сумління». Самен, натхненний сміливістю прапора зі штрих-кодом голландського архітектора Рема Колхааса 2002 року, доручив Мерану відобразити національні геральдичний символ і прапори 28 держав-членів у їх різноманітних пропорціях і кольорах. Ортогональні поліхромні сітки Meurant з’являються на стелях у конференц-залах, дверях, килимових покриттях у конференц-залах, а також у коридорах, прес-центрах, закладах громадського харчування та ліфтах. Самін і Мерант бачили в цьому спосіб не тільки внести більше світла та теплішої атмосфери в будівлю, зокрема в конференц-зали, які з міркувань безпеки повинні були залишатися без вікон, а й створити візуальне повідомлення «постійного креативу». зусилля та політичні дебати», що підходять для поліглоттичного різноманітного Союзу.

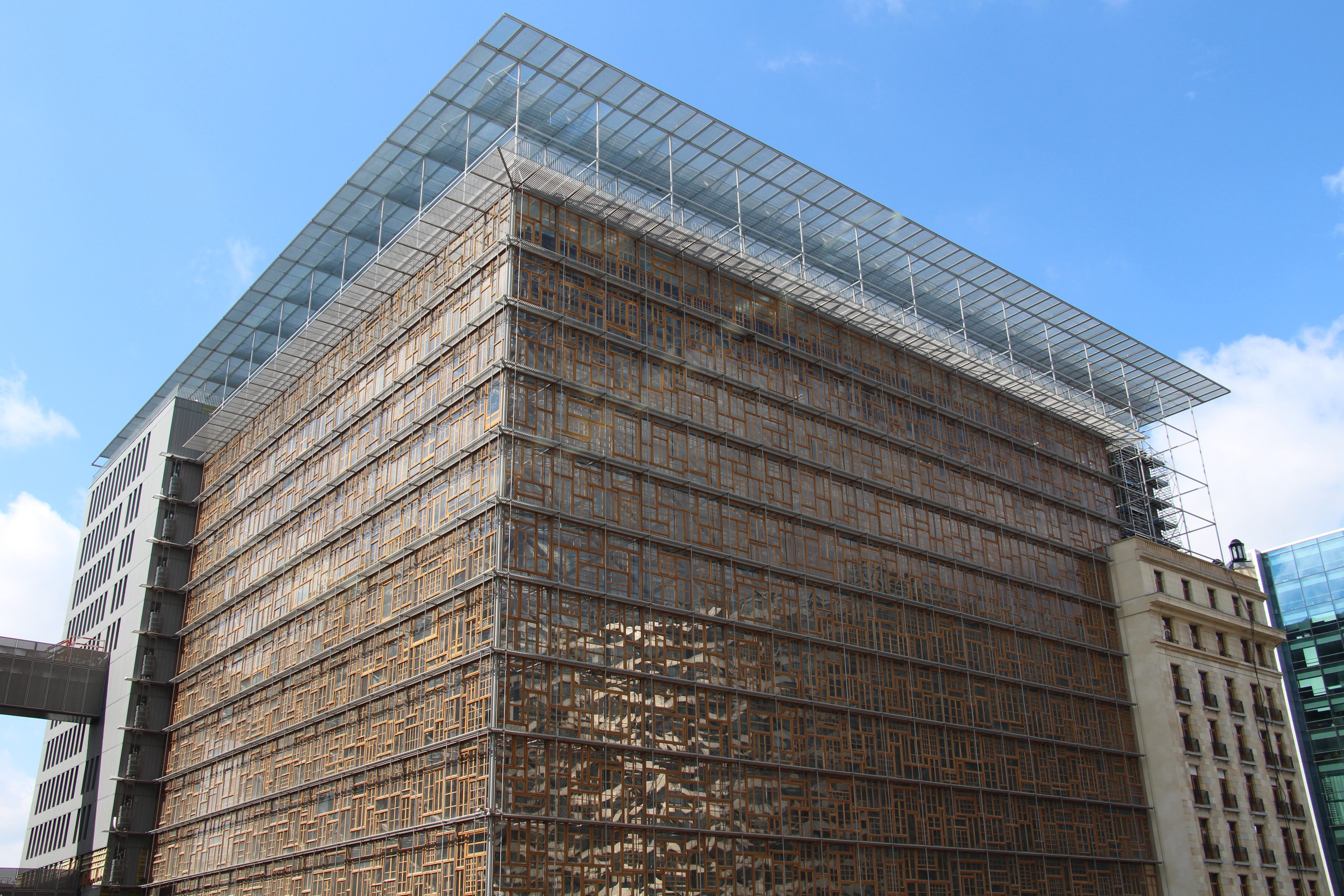
Зовнішній вигляд будівлі Європа до його завершення
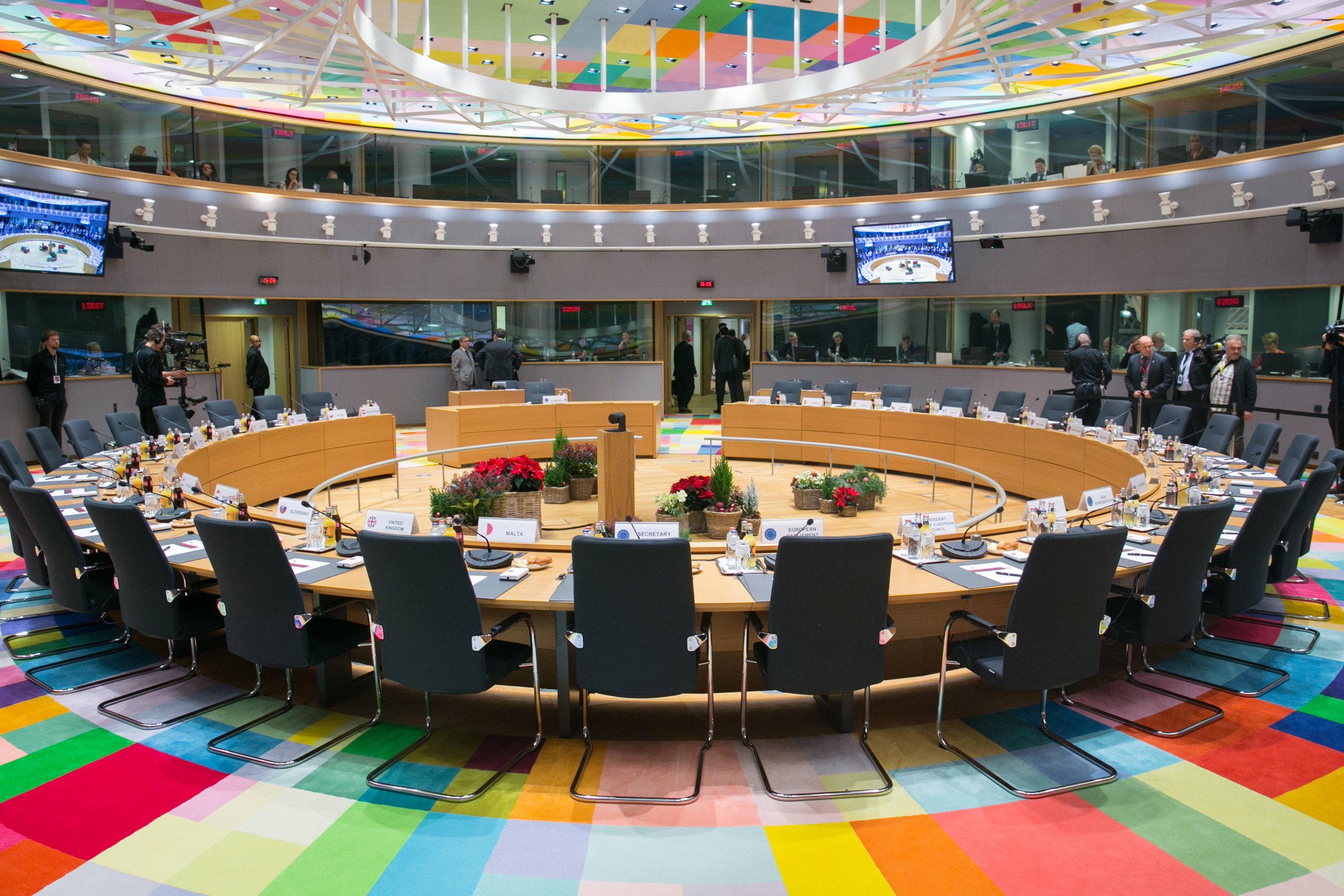
Головна конференц-зала із кольоровими композиціями, розробленими Жоржем Мераном
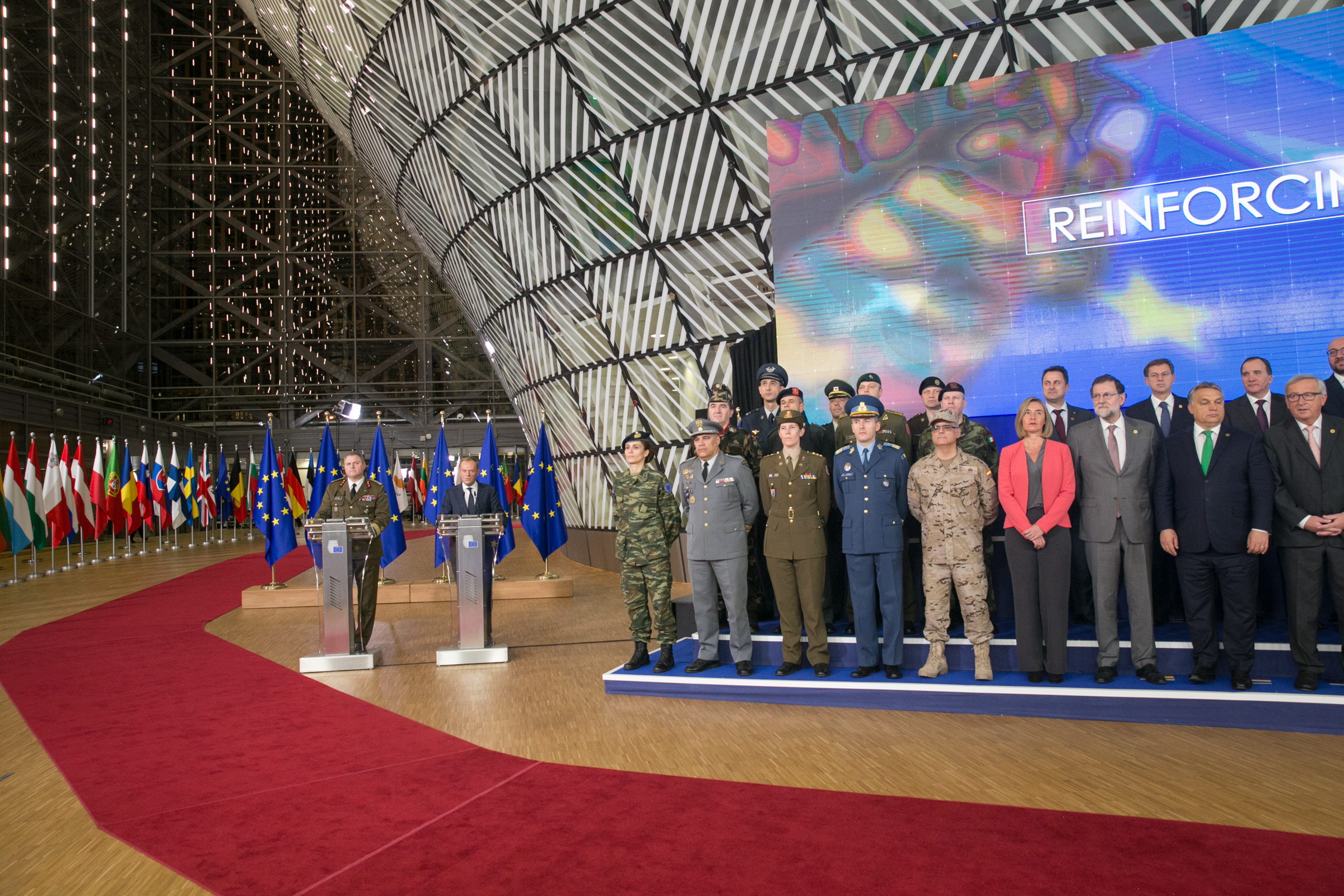
Внутрішній вигляд атріуму великого входу, який показує структуру у формі ліхтаря